# 이노우에 하루카
이노우에 하루카(일본어: 井上春華 いのうえ はるか[*], 2006년 5월 6일 ~ )는 일본의 여성 아이돌 그룹 모닝구무스메의 멤버. 연예사무소 업프런트 프로모션 소속.

## 서적

### 사진집
- 1st 솔로 사진집「はるかぜ」(2024년 8월 6일, 오딧세이 출판) ISBN 978-4-911265-02-4

## 소속 유닛
- 모닝구무스메 (2023년 ~ )